# Rosenduva
Rosenduva (Nesoenas mayeri) är en fågel i familjen duvor inom ordningen duvfåglar.

## Utseende och läte
Rosenduvan är en stor och ljus duva med en kroppslängd på 36-38 cm. Fjäderdräkten är skärgrå med mörkbrun rygg och rostfärgad stjärt. Madagaskarduvan är mycket mindre och mörkare. I flykten hörs korta, hårda och nasal "hoo hoo", medan hanens revirläte är en serie med "coo-cooo".

## Utbredning och systematik
Rosenduvan förekommer idag enbart i skogar på sydvästra delen av ön Mauritius i Indiska Oceanen. Underarten duboisi fanns tidigare på ön Réunion, men är där utdöd. Den är endast känd från Dubois beskrivning av en roströd duva 1674 samt ett enda subfossilt lårben. Den är utdöd troligen sedan sent 1600-tal. Svartråttan anlände ön på 1670-talet och tros ligga bakom artens försvinnande.

## Status
Fram till 2018 listades rosenduvan som starkt hotad av internationella naturvårdsunionen IUCN, grundat på den mycket begränsade och världspopulationen. Tack vare bevarandeåtgärder har den dock ökat i antal, från fler än 50 1993 till 300 år 2000. IUCN listar den därför numera i den lägre hotkategorin sårbar (VU). Det kända beståndet 2020 uppskattades till 308 individer, medan så många som 418 individer kan finnas totalt. Den ses dock fortfarande som utrotningshotad med tanke på den begränsade populationen, det faktum att beståndet varierar på grund av predation och sjukdomar och att det anses vara tveksamt om beståndet skulle kunna hålla sig kvar på nuvarande nivå utan intensiva bevarandeåtgärder.

## Namn
Fågelns vetenskapliga artnamn hedrar Gustave Mayer, samlare av specimen på Mauritius.

## Bildgalleri

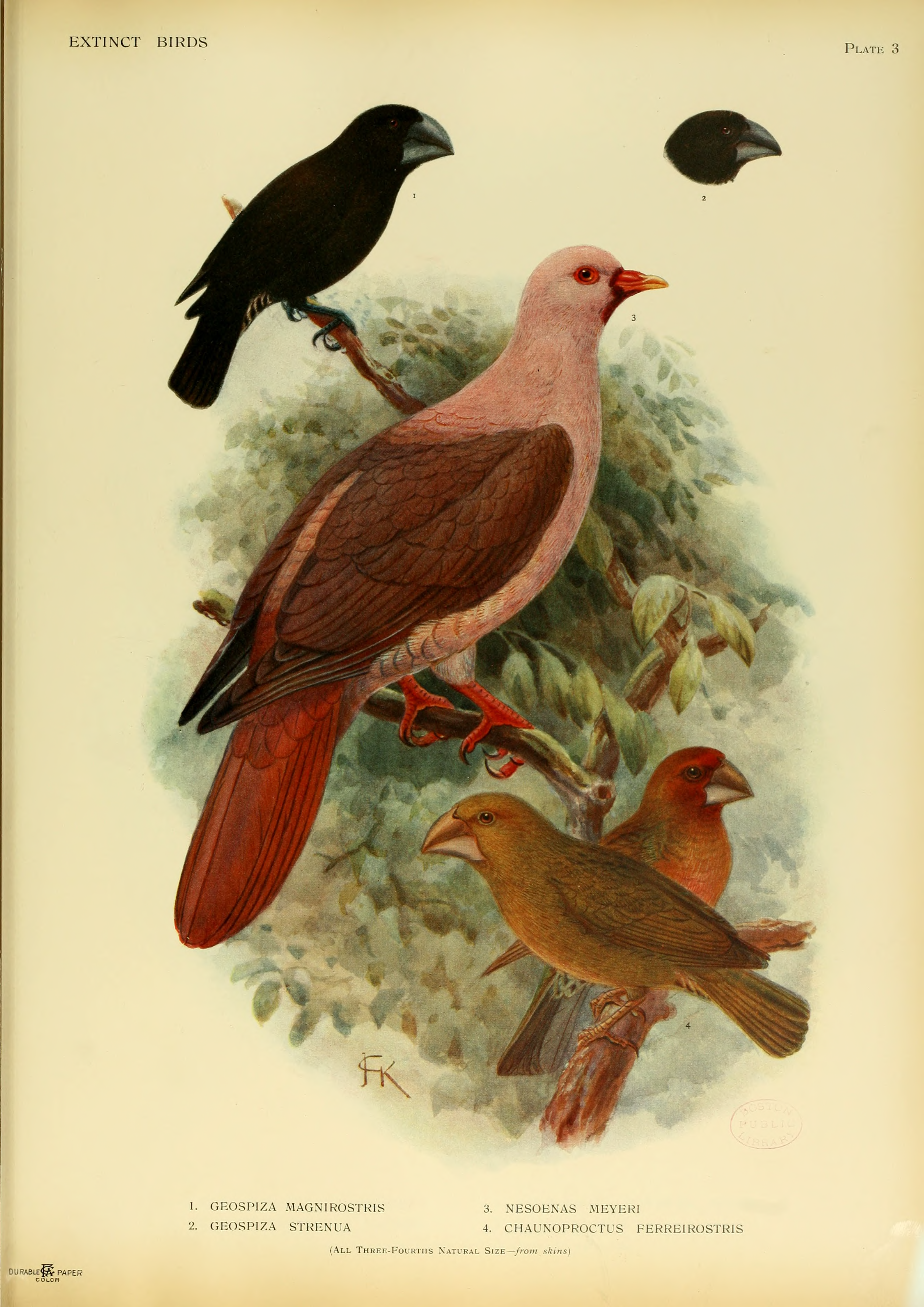
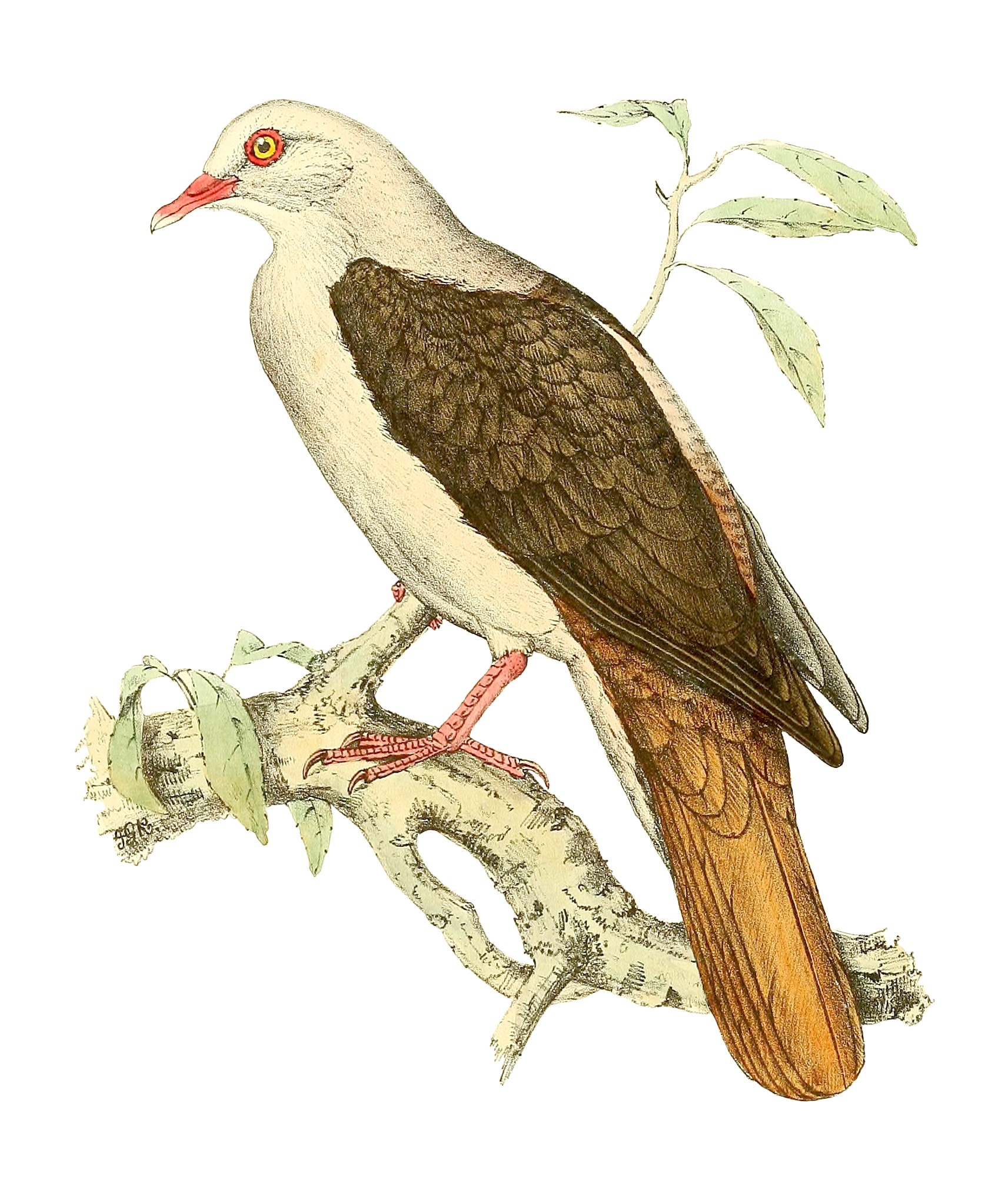
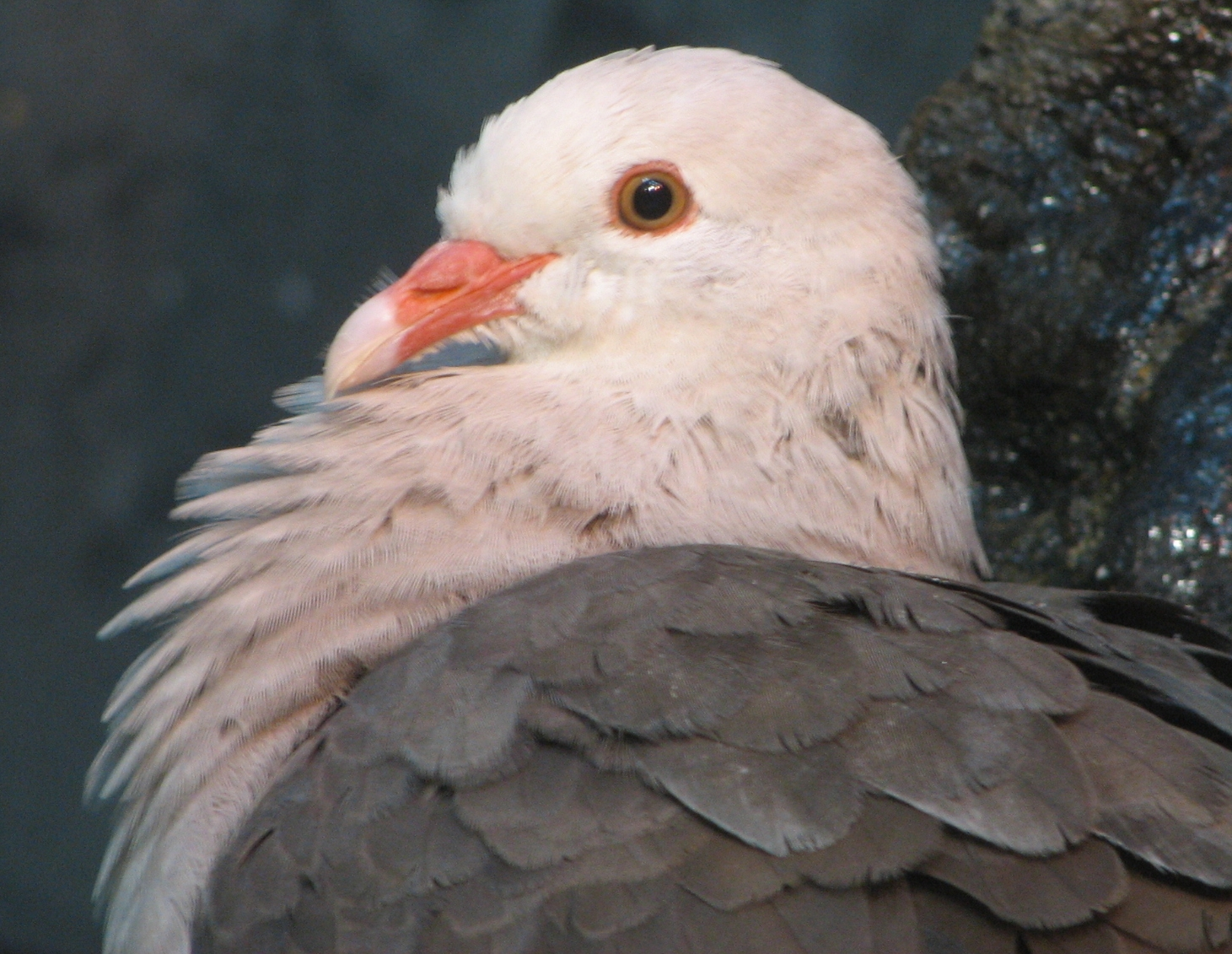
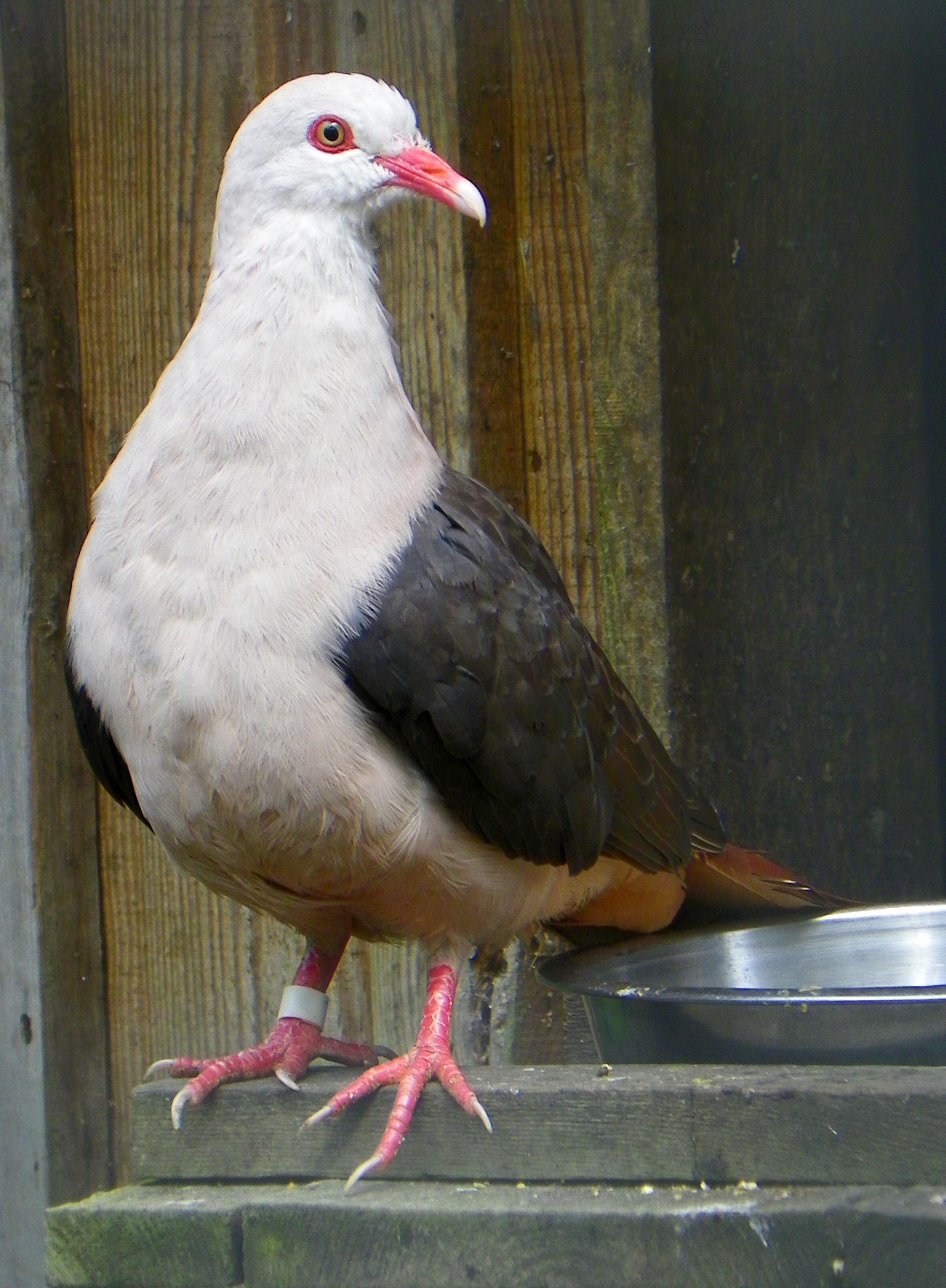
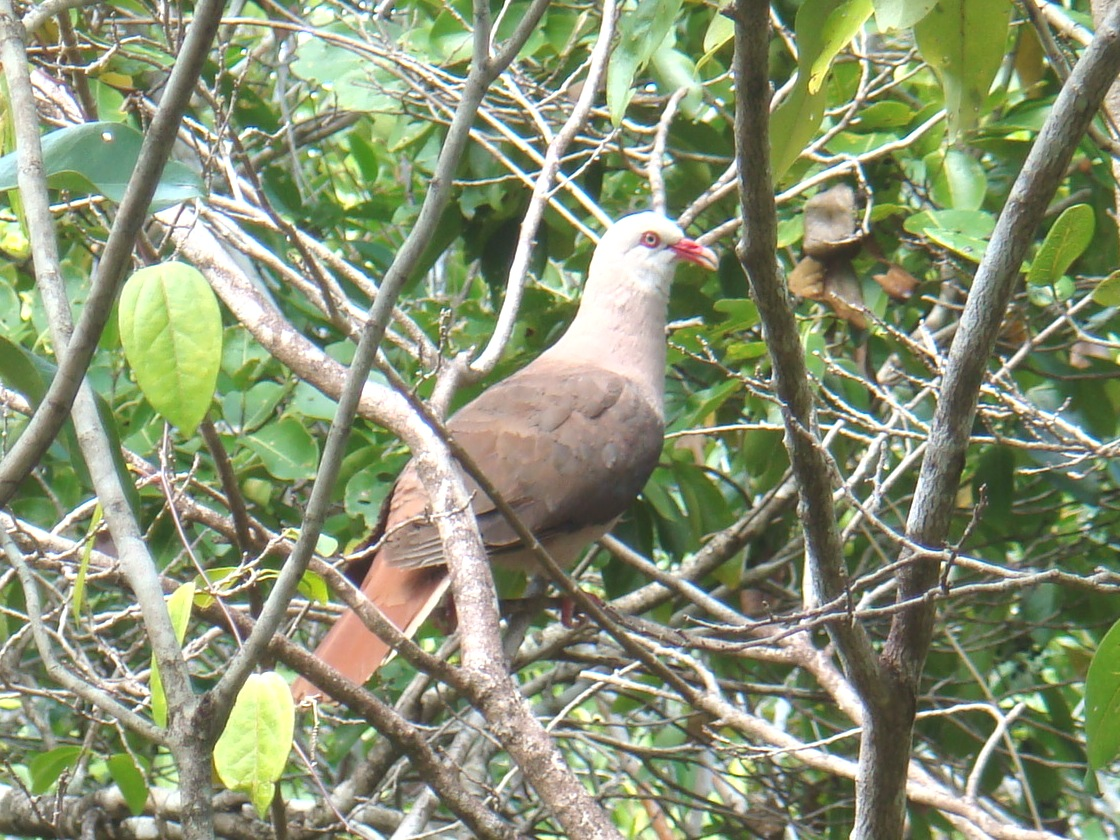